# Macronema parvum
Macronema parvum är en nattsländeart som beskrevs av Georg Ulmer 1905. Macronema parvum ingår i släktet Macronema och familjen ryssjenattsländor. Inga underarter finns listade i Catalogue of Life.